# Spanien i olympiska vinterspelen 1968
Spanien deltog med 20 deltagare vid de olympiska vinterspelen 1968 i Grenoble. Ingen av landets deltagare erövrade någon medalj.